# Jelena Sipatova
Jelena Germanovna Sipatova (7 juni 1955) is een Russische atlete, gespecialiseerd in de langeafstandsloop.
Ze was een tijdlang recordhoudster op de 10.000 meter en nam deel aan verschillende Europese en wereldkampioenschappen.